# Svartstrupig näktergal
Svartstrupig näktergal (Calliope obscura) är en fåtalig och hotad fågelart i familjen flugsnappare som är endemisk för Kina.

## Utseende och läte
Den adulta hanen har svart bröst och ansikte, mörkgrå hätta, nacke, rygg och övergump, och svart näbb. Vingovansidan är mörkgrå till brun och stjärten är svart och vit. Buken och undergumpen är ljust sandfärgad. Honan är helt gråbrun, med svart näbb och ljusare undersida, men rödbrungrå strupe och bröst.
Svartstrupig näktergal har en vacker och varierad sång och består av korta strofer som levereras i ganska sävlig takt med några sekunders pauser emellan. Den kan även härma andra fågelarter.

## Utbredning och systematik
Svartstrupig näktergal häckar lokalt i bergsområden i västra centrala Kina, i sydöstra Gansu, sydvästra Shaanxi, norra Sichuan och norra Yunnan. Utanför häckningssäsong har den observerat på 400 meters höjd över havet i Thailand. Den behandlas som monotypisk, det vill säga att den inte delas in i några underarter.

### Artstatus
Tidigare har svartstrupig näktergal betraktats som en färgmorf av glödhake (C. pectardens). Studier av läte, utseende och genetik visar dock att de är olika arter.

### Släktestillhörighet
Arten har tidigare först till släktet Luscinia, men genetiska studier visar att det släktet är parafyletiskt, där arterna i Calliope är närmast släkt med Myiomela och till exempel blåstjärtarna i Tarsiger än med näktergal (L. luscinia).

### Familjetillhörighet
Liksom alla näktergalar men även fåglar som stenskvättor, rödstjärtar och buskskvättor behandlades svartstrupiga näktergalen tidigare som en trast (Turdidae), men genetiska studier visar att den tillhör familjen flugsnappare (Muscicapidae).

## Ekologi
Svartstrupig näktergal har observerats under häckningstid i bergsskogar på mellan 2 400 och 3 350 meters höjd (i Quinling-bergen 2 130–2 600) och verkar föredra täta vidder med dvärgbambu med inslag av barr- och lövträd. 
Båda föräldrar tar hand om sina ungar och föder dem med flugor, fjärilar och andra insekter och spindlar.

## Historik
Under lång tid var mycket lite känt om arten som bara hade observerats vid ett fåtal tillfällen sedan den upptäcktes 1886. Under fältstudier i naturreservat i Qinlingbergen i Shaanxiprovinsen, Kina observerades 14 hanar 2011, och 24 hanar och två honor 2012. 2012 observerades även det första häckande paret. Mycket av kunskapen kring denna art baseras på dessa observationer.

## Status och hot
Utifrån observationerna 2011–2012 bedöms arten inte vara så sällsynt som man tidigare trott eftersom det finns stora områden med lämplig häckningshabitat och gruppen bakom observationerna spekulerar i att arten kan vara livskraftig. IUCN kategoriserar fortfarande arten som sårbar (VU). Beståndet anses vara i minskande och världspopulationen uppskattas till mellan 2 500 och 10 000 vuxna individer.